# Hechtia fosteriana
Hechtia fosteriana är en gräsväxtart som beskrevs av Lyman Bradford Smith. Hechtia fosteriana ingår i släktet Hechtia och familjen Bromeliaceae. Inga underarter finns listade i Catalogue of Life.